# Serguéi Anójin
Serguéi Nikoláyevich Anójin (en ruso: Серге́й Никола́евич Ано́хин; Moscú, Imperio ruso, 19 de marzo de 1910 – Moscú, Unión Soviética, 15 de abril de 1986) fue un aviador militar, piloto de pruebas, escritor y cosmonauta soviético.

## Biografía

### Infancia y juventud
Serguéi Anójin nació en Moscú el 19 de marzo de 1910. Trabajó en los ferrocarriles hasta la década de 1930 cuando se matriculó en la Escuela Superior de Vuelo en Planeadores de la Fuerza Aérea. A partir de ahí, se convirtió en piloto de planeadores, instructor y estableció numerosos récords mundiales de vuelos en planeadores.
Durante un único vuelo, el 2 de septiembre de 1942, pilotó el Antónov A-40, una especie de planeador unido a un tanque ligero T-60 experimental. Durante la prueba de vuelo, el planeador después de ser liberado por el avión remolcador, aterrizó en un campo cercano al aeropuerto y, tras desprenderse de las alas y la cola del planeador, el piloto lo devolvió a su base. Sin embargo, debido a la falta de un avión lo bastante potente para remolcarlo a los 160 km/h requeridos, el proyecto se abandonó.
Al inicio de la invasión alemana de la Unión Soviética, asumió el mando de un regimiento de la Fuerza Aérea en la RSS de Bielorrusia.

### Piloto de pruebas y programa espacial
En 1943 se unió al Instituto de Investigación de Vuelo y se convirtió en el piloto principal de pruebas del primer tipo de avión propulsado a chorro desarrollado por la Unión Soviética. A través de esto, se convirtió en uno de los pilotos de pruebas más populares de la Fuerza Aérea Soviética. A pesar de haber perdido el ojo izquierdo tras un grave accidente mientras volaba un Yak-3 el 17 de mayo de 1945, siguió trabajando como piloto de pruebas. De 1951 a 1953, junto con Amet-Jan Sultán, Fiódor Burtsev y Vasili Pavlov, realizó pruebas tripuladas del KS-1 Komet, por lo que recibió el premio Stalin.
Recibió el título de Héroe de la Unión Soviética el 3 de febrero de 1953, la más alta condecoración en la Unión Soviética. En 1959, se convirtió en el primer Piloto de Pruebas Honorífico de la URSS.
En julio y agosto de 1964, se le encargó que probara diseños específicos de esclusas de aire para lo que se convertiría en la futura nave espacial soviética, específicamente para la nave espacial enviada en la misión Vosjod 2. También en 1964, fue seleccionado por Serguéi Koroliov para ser el jefe de un equipo para entrenar cosmonautas civiles, en lugar de militares como habían sido antes. Además de él, fueron seleccionadas siete personas para recibir el entrenamiento, incluidos Konstantín Feoktístov, Gueorgui Grechko, Valeri Kubásov, Oleg Makarov, Nikolái Rukavishnikov, Vladislav Vólkov y Valeri Yazdovski. Estos hombres eran conocidos colectivamente en el programa espacial soviético como «el jardín de infancia de Korolev». Después de entrenar a estos hombres, participaron en varias misiones soviéticas como ingenieros y científicos a discreción de Anójin. Sin embargo, al propio Anójin se le negó convertirse en un cosmonauta activo para misiones posteriores debido a problemas de salud. Trabajó en la administración del programa espacial soviético hasta su jubilación en 1978.
Serguéi Anójin murió el 15 de abril de 1986 en Moscú de un cáncer de estómago y fue enterrado en el cementerio Novodévichi de la capital moscovita.

## Condecoraciones
A lo largo de su dilatada carrera Serguéi Anójin fue galardonado con las siguientes condecoraciones
- Héroe de la Unión Soviética (3 de febrero de 1953)
- Orden de Lenin, tres veces (25 de julio de 1949, 3 de febrero de 1953, 31 de marzo de 1980)
- Orden de la Bandera Roja, dos veces (19 de junio de 1943, 31 de julio de 1948)
- Orden de la Guerra Patria de 1.er grado, tres veces (16 de septiembre de 1945, 20 de septiembre de 1947 y 11 de marzo de 1985)
- Orden de la Estrella Roja (31 de julio de 1961)
- Medalla por el Servicio de Combate (1952)
- Medalla Conmemorativa por el Centenario del Natalicio de Lenin (1970)
- Medalla al Partisano de la Guerra Patria de 1.er grado
- Medalla por la Defensa de Moscú
- Medalla por la Victoria sobre Alemania en la Gran Guerra Patria 1941-1945
- Medalla Conmemorativa del 20.º Aniversario de la Victoria en la Gran Guerra Patria de 1941-1945 (1965)
- Medalla Conmemorativa del 30.º Aniversario de la Victoria en la Gran Guerra Patria de 1941-1945 (1975)
- Medalla Conmemorativa del 40.º Aniversario de la Victoria en la Gran Guerra Patria de 1941-1945 (1985)
- Medalla al Trabajador Veterano
- Medalla de Veterano de las Fuerzas Armadas de la URSS
- Medalla del 30.º Aniversario de las Fuerzas Armadas de la URSS (1948)
- Medalla del 40.º Aniversario de las Fuerzas Armadas de la URSS (1958)
- Medalla del 50.º Aniversario de las Fuerzas Armadas de la URSS (1968)
- Medalla del 60.º Aniversario de las Fuerzas Armadas de la URSS (1978)
- Medalla Conmemorativa del 800.º Aniversario de Moscú (1947)
- Medalla por Servicio Impecable de 1.er (1962) y 2.do grados (1957)
- Medalla de la Amistad Chino-Soviética (China)
- Piloto de Pruebas Honorífico de la URSS (17 de febrero de 1959)
- Premio Stalin de 2.do grado (1953)
- Honorable Maestro de Deportes de la URSS (1950)